# Площа Грищенка (Мелітополь)
Площа Грищенка — площа в Мелітополі, розташована біля машинобудівного заводу «Рефма» (колишній «Холодмаш»). Недалеко від площі знаходиться південний виїзд з міста в сторону Костянтинівки.
На площі знаходиться кінцева автобусна зупинка «Рефма».

## Історія
Точний час появи площі встановити складно. Перша механічна майстерня на південно-східній околиці Мелітополя відкрилася в 1936 році, і з тих пір стався ряд реконструкцій, перепрофілювання і перейменувань, перш ніж завод прийняв свій сучасний вигляд. Довгий час площа біля заводу залишалася безіменною, поки 27 травня 2008 року на сесії міськради не було прийнято рішення про присвоєння їй назви в честь Дмитра Ілліча Грищенка (1920—1998). Почесний громадянин Мелітополя Дмитро Грищенко присвятив заводу понад чверть століття, довгий час був його директором.